# Parc national des Cévennes
Parc national des Cévennes eller Nationalpark Cévennes er en af Frankrigs ti nationalparker, der samtidig er verdensarvsområde (2011) og biosfærereservat (1985). Den ligger i den sydlige del af landet i bjergområdet Cévennes regionen Occitanie.
Parkens forvaltning ligger i byen Florac, og den omfatter hovedsageligt områder i Departementerne Lozère og Gard samt mindre dele i Ardèche og Aveyron. Nationalparken har et kerneareal på 937 km², men sammen med perifere zoner et samlet areal på 3.213 km². Den blev oprettet i 1970, og har omkring 800.000 besøgende om året.

## Geografi
Parken omfater adskillige bjerge og plateauer, including: Mont Lozère, Mont Aigoual, Causse Méjean. Mont Lozère er den højeste top i området og er 1.699 meter over havet.

## Eksterne kilder og henvisninger
1. ↑  The Causses and the Cévennes, Mediterranean agro-pastoral Cultural Landscape whc.unesco.org  hentet 16. april 2023
2. ↑  Cevennes Biosphere Reserve, France unesco.org hentet 16. april 2023

- Wikimedia Commons har flere filer relateret til Parc national des Cévennes
- Officiel website Arkiveret 25. februar 2011 hos  Wayback Machine